# Badr Hari
Badr Hari, (en tachelhit: ⴱⴰⴷⵔ ⴰⵀⵓⵡⴰⵔ, en arabe: بدر الهواري) — né le 8 décembre 1984 à Amsterdam (Pays-Bas), est un kick-boxeur néerlando-marocain combattant dans la catégorie des poids-lourds.
Sa carrière débute dans le muay-thaï à Amsterdam, où il se distingue rapidement en remportant le titre de champion des Pays-Bas WPKL en 2002. Cette victoire marque le début d'une ascension dans le monde du kickboxing, culminant avec sa participation au K-1 World Grand Prix dès 2006, où il se révèle comme un compétiteur d'élite à l'échelle internationale.
Tout au long de sa carrière, Hari accumule un palmarès, incluant le titre de champion poids lourd d'It's Showtime en 2009-2010 et la victoire au tournoi poids lourd du Global Fighting Championship (GFC) en 2014. Malgré deux finales au K-1 World Grand Prix en 2008 et 2009, la consécration lui échappe de peu.
Badr Hari est connu pour son style de combat offensif et acquiert une réputation pour sa puissance de frappe, menant à un taux élevé de victoires par KO. Son parcours professionnel inclut des combats contre plusieurs des plus grands noms de son sport, consolidant sa réputation dans le monde du kickboxing.
En dehors du ring, la carrière de Hari est marquée par des controverses, notamment des démêlés judiciaires. Ces aspects de sa vie attirent l'attention médiatique, contribuant à son profil public, qui lui adopte le surnom "The Bad Boy".

## Biographie
Badr Hari naît à Amsterdam aux Pays-Bas de parents marocains. Son père est originaire de Oulad Teïma et sa mère est doukkalia. Badr grandit dans le quartier Indische buurt situé à Amsterdam-Est. Il a deux sœurs aînées (Houda et  Asma) et un frère cadet (Yassine). Il fait sa scolarité primaire à l'Amsterdams Lyceum. 
Lorsqu'il est adolescent, Badr Hari traîne souvent dans les rues et joue au football dans le quartier avec ses amis Gwenette Martha et Mario Melchiot. Pendant que ses amis se tournent plutôt vers le football, Badr Hari, auteur de plusieurs combats de rue dans son quartier, est amené à la salle de sport Sitan Hym de Aït Hassou par son père pour pouvoir se défendre dans la rue. Très vite, Hari se révèle être un grand talent, côtoie Said El Badaoui, Nordin Ben Salah et remporte presque tous ses combats de jeunesse.
À quinze ans, il commence à s'entraîner à la grande salle Chakuriku Gym, sous la direction de Thom Harinck,.

## Carrière

### Débuts
À 18 ans, Hari a déjà un palmarès de cinquante combats amateurs, dont il en a remporté quarante-neuf. Un an plus tard, le jeune Hari combat dans l'Amsterdam ArenA devant un public complet un match de substitution contre le Biélorusse Alexey Ignashov. Le combat se met en place après que Melvin Manhoef se retire une semaine avant le combat. Hari, de sept ans son cadet et pesant plus de vingt kilos de moins, accepte le match. Il le perd dans les dernières secondes après un coup bien placé au corps.
Son premier combat professionnel, en 2000, contre le Néerlandais Rocky Grandjean, s'achève par une défaite. Deux ans plus tard, il enchaîne deux victoires consécutives puis une défaite.
En 2003, Hari, alors âgé de 19 ans, a la possibilité de remplacer Melvin Manhoef une semaine avant le combat que celui-ci devait engager contre la vedette du K-1 Alexey Ignashov. Malgré des 18 kg de moins que son adversaire, il réalise une très bonne performance et tient tête à Ignashov jusqu'au 3e round avant de perdre par KO technique. Le jeune boxeur gagne le respect du public et celui des organisateurs du K-1,.
En 2005, Hari quitte la Team Chakuriki et rejoint l'équipe du Showtime (Simon Rutz). Après une formation de quelques mois au Mejiro's Gym, il retourne près d'Harinck quelques semaines plus tard. Ensuite, durant la même année, il est entraîné par Mike Passenier, qui a également formé Joerie Mes, Björn Bregy et Melvin Manhoef.
Hari fait son retour sur le ring au K-1 World Grand Prix 2006 à Osaka, au Japon. Lors de la phase d'élimination directe (finale), Ruslan Karaev avait réussi à blesser Badr avec un direct du droit qui l'avait laissé affalé dans un coin du ring. Karaev saisit l'occasion et met un violent coup de pied à son adversaire. L'arbitre compte et dépasse les 10 secondes, Badr Hari protesta sur le coup pied de Ruslan, réclamant à l'arbitre une faute car, il avait reçu le coup pied de son adversaire sur son visage. L'arbitre resta insensible aux revendications du kick-boxeur marocain.
Six mois plus tard, Hari aura sa revanche contre Ruslan Karaev.
Hari a été une fois de plus choisi comme un combattant de réserve dans les K-1 Grand Prix 2006 finale contre Paul Slowinski et a remporté le combat par décision unanime. Il a alors, combattu le Danois Nicolas Pettas au K-1 Premium Dynamite 2006, Le kick-boxeur marocain a fracturé l'épaule gauche de son adversaire pendant le deuxième round, grâce à un high kick droit. Hari a pris sa revanche contre Karaev au K-1 World GP 2007 à Yokohama. Il réussit à battre Karaev par KO et se qualifie pour la première K-1 Heavyweight Title Match, qui était prévue le 28 avril 2007 à Hawaii.

### Champion du monde K-1 Poids-Lourds (2007)

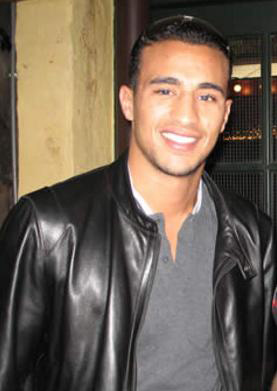
Badr Hari en 2007.

Le 28 avril, au K-1 World GP 2007 à Hawaï, Badr Hari et Yusuke Fujimoto se sont battus pour la ceinture des poids lourds nouvellement introduite dans la compétition. Cinquante-six secondes ont suffi au kick-boxeur marocain pour vaincre par KO son adversaire japonais et cela grâce à un coup de pied fatal sur le menton de Fujimoto. Hari devient le premier champion du monde K-1, catégorie poids lourds.
Il fait face à Peter Graham, qui l'avait battu par KO en 2006, à Hong Kong au Grand Prix Mondial K-1 2007 à Hong Kong. Badr reprend sa revanche et fait tomber Graham avec un coup de poing au corps et gagne par décision unanime. Après le combat, Hari et Graham semblaient enterrer la hache de guerre, même si les deux ont commencé à se narguer de nouveau lors de la conférence d'après-combat.
En septembre 2007 au K-1 World GP 2007 phases finales, Badr Hari a gagné le K-1 World GP runner up 2007 à Las Vegas. Il bat Doug Viney, par KO et se qualifie pour K-1 World GP à la phase finale, qui s'est tenue le 8 décembre à Yokohama, au Japon.

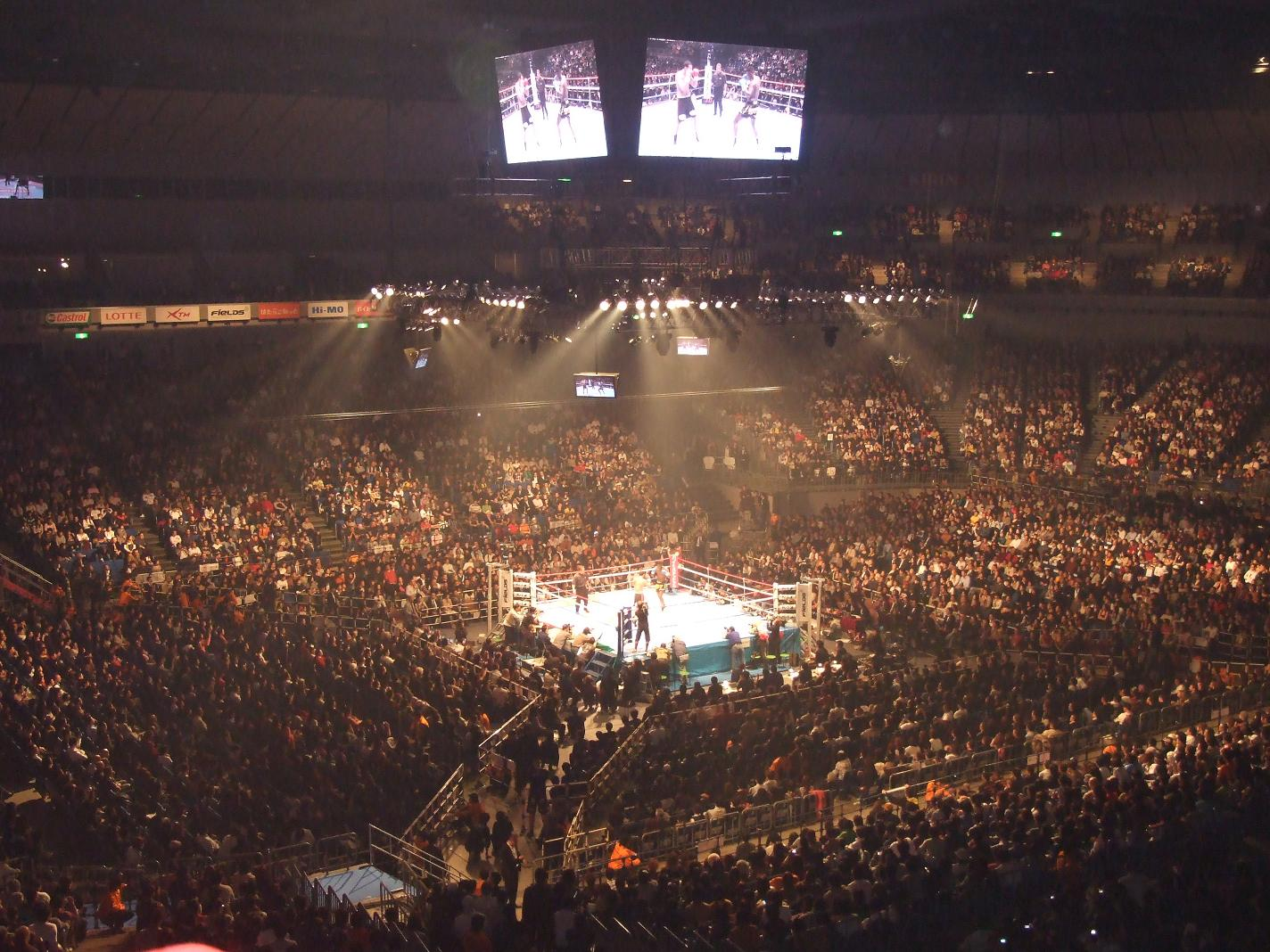
Badr Hari face à Bonjasky dans le K-1 World Grand Prix 2008 Final.

Lors du K-1 Grand Prix 2008 à Yokohama, Badr Hari bat Peter Aerts, triple champion du monde de K-1, en quart de finale et Errol Zimmerman (en) en demi-finale. En finale, il affronte Remy Bonjasky pour le titre. Mis au tapis dans la première reprise, le kickboxeur néerlandais est disqualifié dans le deuxième round pour avoir donné des coups incontrôlés à son adversaire alors qu’il était au sol,. À la suite de cet incident, il se voit alors retirer sa ceinture de champion du monde par la fédération.

### Combats face à Alistair Overeem et Semmy Schilt (2008-2009)

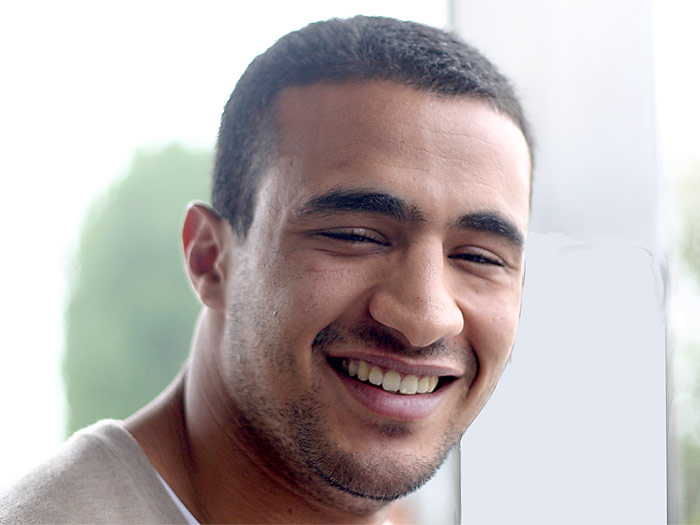
Badr Hari en 2009.

Le 31 décembre 2008, Badr Hari affronte le combattant de MMA Alistair Overeem dans le cadre de la soirée Dynamite!! 2008. Devant les 25 634 spectateurs présents à la Saitama Super Arena, Overeem envoie Hari au tapis sur un coup de genou au visage alors qu’il lui tient la tête puis le met hors combat quelques secondes plus tard d’un crochet du gauche dès la première reprise. Après le match, Hari déclare qu'il ne participera plus à un combat selon les règles de l'organisation Dynamite!!.
En mai 2009, Badr Hari affronte Semmy Schilt pour le titre de champion du monde des poids super-lourds de l’organisation It's Showtime. La soirée, organisée à Amsterdam, est un événement sportif majeur aux Pays-Bas. Agressif dès les premiers échanges, Hari envoie le colosse de 2,12 m au tapis à deux reprises dans le premier round et remporte le titre en 45 secondes,.
En septembre 2009, au premier tour du K-1 World Grand Prix 2009, compétition majeure de la saison, Hari bat Zabit Samedov par KO. Qualifié pour le tournoi final organisé au Japon, Hari choisit d'affronter Ruslan Karaev en quart de finale et le bat par KO. En demi-finale, Badr Hari retrouve Alistair Overeem dans une revanche attendue. En conférence de presse d'avant-combat, Hari promet une victoire par KO au premier round. Le lendemain, le kickboxeur prend sa revanche en forçant l’arbitre à arrêter Alistair Overeem dans la première reprise après un enchaînement de coups de poing et de coups de pied,. En finale, opposé à Semmy Schilt qu’il a battu plus tôt dans l’année, Hari est battu par KO dans un combat spectaculaire et expéditif.

### Coup d'arrêt et affaires judiciaires (2010-2012)
Badr Hari commence son année 2010 en conservant son titre de champion des poids lourds It's Showtime en remportant une victoire par KO au deuxième round face au Tunisien Mourad Bouzidi à Prague. En avril, son combat face à Alexey Ignashov dans le K-1 World Grand Prix organisé à Yokohama va à son terme, le premier combat d'Hari en trois ans à ne pas se terminer avant le gong final. Badr Hari gagne à la décision des juges. Le mois suivant, le champion perd son titre à l'Amsterdam Arena face à son ancien partenaire d'entraînement Hesdy Gerges. Après avoir dominé la première reprise, il fait tomber son adversaire au sol dans le deuxième round et le frappe d'un coup de pied au visage alors qu'il se relève. Disqualifié pour ce geste, Hari renforce sa réputation de talentueux kickboxeur qui n'arrive pas à se contrôler.
Le 28 janvier 2012, Hari affronte Gökhan Saki à Leeuwarden dans le cadre d'une soirée organisée par It's Showtime. Par la force de ses coups de poing, le kickboxeur bat son adversaire en le faisant tomber plusieurs fois au sol jusqu'à forcer l’arbitre à arrêter le combat.
En avril 2012, le nouveau président de K1 Global, Mike Kim, annonce que Hari ferait son retour sous la bannière de l'organisation. Ce retour de la vedette néerlandaise est organisé le 27 mai 2012 à Madrid en Espagne contre Anderson « Braddock » Silva. Hari remporte le combat par décision unanime. Il doit ensuite participer en octobre aux qualifications pour les finales du K-1 en Asie et en décembre au K-1 World Grand Prix Final à New York mais il ne peut s'y rendre à cause d'accusations d'agressions physiques. Outre un incident en boîte de nuit, l'agression sur le millionnaire Koen Everinck lui vaut d'être placé en détention provisoire et de purger sept mois de prison. Justifiant l'agression d’Everinck parce qu'il aurait fait un commentaire sur sa petite amie de l’époque, le kick-boxeur est finalement condamné à deux ans de prison en 2017 pour coups et blessures volontaires.

### Retour sur le ring: Blessure au K1 World Grand Prix de Croatie (2013-2014)
Libéré de détention, Hari est autorisé à disputer le tournoi K1 World Grand Prix organisé à Zagreb en Croatie en mars 2013. Après le retrait de Ben Edwards, le kickboxeur marocain affronte Zabit Samedov en quart de finale. S'il remporte le combat par décision unanime, Hari se blesse au pied et est contraint de se retirer de la compétition.
De retour à la compétition en mai, Badr Hari doit affronter Ismael Londt à Eindhoven aux Pays-Bas mais le combat est annulé pour des raisons administratives par l’organisateur. Le combattant retrouve finalement Zabit Samedov à Moscou en Russie dans le cadre d'une soirée intitulée Legend Fighting Show. La belle entre les deux combattants tourne à l’avantage de Samedov qui l’envoie au tapis dans la première reprise et à nouveau dans la deuxième sur un crochet du gauche. Hari n’arrive pas à se relever et reste à genoux jusqu'à la fin du compte.
Dans les jours qui suivent, Hari participe à un tournoi à quatre combattants organisé à Dubaï aux Émirats arabes unis sous le nom de GFC 3. Le 29 mai 2014, après des victoires par KO dès le premier round face à Stefan Leko en demi-finale et Peter Graham en finale, Badr Hari gagne le tournoi et la somme de 2 200 000 de dirhams, dont il reverse une partie à une association du Kosovo et de Serbie[réf. nécessaire].
Le 6 juillet 2014, Hari annonce sur les réseaux sociaux ses intentions de prendre sa retraite sportive mais le message est effacé quelques minutes plus tard. Le sportif déclare que son compte a été piraté et nie tout intention de se retirer du monde des sports de combat.
Le 24 octobre 2014, Badr Hari est prévu pour affronter Patrice Quarteron. Cependant, l'absence de Hari à la conférence de presse prévue la veille conduit à l'annulation du combat par le Global Fighting Championship (GFC) dans des circonstances confuses. Le camp du combattant néerlandais cite le manque de professionnalisme de Patrice Quarteron comme raison, tandis que le camp du Français allègue une tentative de relocalisation du combat au Maroc en échange d'une compensation financière. Cette affaire gagne en notoriété, notamment en raison de plusieurs vidéos publiées par Patrice Quarteron sur les réseaux sociaux, où il critique Badr Hari et le Maroc. Cette situation entraîne également l'intervention des frères Youssef et Yassine Boughanem, qui se manifestent pour remplacer Hari dans un éventuel affrontement.
Le 24 octobre 2014, Badr Hari doit combattre contre Patrice Quarteron. La veille du combat, Hari ne se présente pas à la conférence de presse et l’organisateur du combat, le GFC, annule la confrontation dans un imbroglio. Le clan du Néerlandais avance comme motif le manque de professionnalisme de Patrice Quarteron, celui du Français qu'on lui a proposé de l’argent pour que le combat soit relocalisé au Maroc. Ce combat connait une notoriété notable à la suite de nombreuses vidéos partagées de Patrice Quarteron sur les réseaux sociaux, rabaissant Badr Hari et le Maroc, il s'ensuit l'incrustation des frères Youssef et Yassine Boughanem, se proposant pour prendre place à un potentiel combat contre Quarteron.
En 2015, Badr Hari fait parler de lui pour ses apparitions hors des rings avec le célèbre joueur de football Cristiano Ronaldo à Marrakech ou pour sa rencontre avec le président tchétchène Ramzan Kadyrov. Il annonce publiquement soutenir financièrement Mohamed Rabii dans sa préparation aux Jeux olympiques d'été de 2016.

### Attraction du Glory et fin de carrière (2016-2022)
En 2016, l'homologue de Badr Hari, Rico Verhoeven, gagne en notoriété à la suite de la planification d'un affrontement entre les deux kick-boxeurs. Badr Hari finira par perdre cette première confrontation sur TKO, à cause d'une blessure au bras.
En 2018, huit ans après un premier affrontement perdu sur disqualification pour un comportement anti-sportif, Badr Hari retrouve Hesdy Gerges dans le ring à l’occasion du Glory 51. Bien qu'il sorte de prison, le sportif marocain prouve qu'il conserve une bonne condition physique et domine son adversaire aux points. Testé positif lors d'un test antidopage, cette victoire est retirée et l’issue transformée en « sans décision » et vaut à Hari d'être suspendu 19 mois à compter du 7 mai 2018,.
En juillet 2019, Badr Hari annonce son retour sur les rings lors d'un combat de revanche contre Rico Verhoeven organisé à Arnhem le 21 décembre 2019. À la suite d'un énorme engouement de 30 000 personnes ayant acheté leur ticket au GelreDom d'Arnhem pour assister au combat en direct, le bourgmestre décide de prendre des précautions en interdisant l'entrée aux moins de 18 ans, avec également l'interdiction d'alcool. Finalement, blessé lors du troisième round à la cheville sur un coup de pied retourné, il abandonne laissant son adversaire remporter le titre,. À la suite de ses blessures, il s'absente pendant trois à quatre mois avant de planifier son prochain combat le 20 juin 2020 face au Roumain Benjamin Adegbuyi à Rotterdam.
Battu par Arkadiusz Wrzosek par KO au quatrième round en septembre 2021, la revanche face au Polonais lors du Glory 80 ne peut aller à son terme, de violentes bagarres dans la salle force l'arrêt du combat et l'annulation de la soirée après que les supporters de Arkadiusz Wrzosek, composé notamment d’hooligans du Legia Varsovie, ai commencé à lancer des chaises sur les spectateurs de la salle entraînant une bagarre générale,.

## Vie privée
Badr Hari a cinq enfants Amber-may, Houda, Aïcha, Nora et Ayden avec sa femme néerlandaise Daphne Romani. Une autre ex-compagne est Estelle Cruyff, ex-femme de l'ancienne star de football Ruud Gullit, mais aussi la nièce de Johan Cruyff la légende du football néerlandais. C'est aussi un ami proche de Cristiano Ronaldo, le footballeur ayant effectué beaucoup d'aller retour entre Madrid et le Maroc en 2016, ce qui lui aura valu une remarque de la part du Real Madrid.
Il a collaboré sur le son Won't stop de Meek Mill, dans lequel il rappe en néerlandais. Il a aussi rappé avec le célèbre rappeur Appa (connu aux Pays-Bas).
Le rappeur franco-marocain La Fouine qui est aussi un de ses amis, lui concoctera un morceau pour ses entrées avant ses combats, sur une reprise de l'instrumentale Bugatti de DJ Khaled.
Le 11 janvier 2021, Badr Hari devient l'ambassadeur officiel de MB Nutrition en signant un contrat de collaboration avec Mo Bicep.

## Palmarès
À ce jour, Badr Hari comptabilise 125 combats avec un bilan de 106 victoires pour 17 défaites chez les professionnels dont deux par disqualification. Le média "Beyond Kickboxing" nous rapporte qu’il détient le meilleur ratio (87%) de victoires par KO de l’histoire du kick-boxing avec 92 KO’s.
6 titres de K-1, et de 2 titres GFC (8 fois champion du monde toute organisation confondues et 2 fois vice champion du monde du K-1 WGP. FEG et GFC), le plus gros palmarès de l’histoire des poids lourd, le palmarès en boxe se comptant au nombre de combats, de noms et de KO’s.
- 2002 champion d’Hollande de Muay Thaï (poids lourd)  WPKL ;   
- Le K-1 -100KG 2007, un titre rejoué la même année (2007), 
- K-1 -100KG 2008, 
- K-1 It’s Showtime 2009 (super lourd) ;  
- K-1 It’s Showtime 2009 (super lourd), un titre rejoué la même année (2009), 
- K-1 It’s Showtime 2010 (super lourd) ;  
- Vice champion du monde K-1 WGP en 2008 et 2009 ; 
- Deux GFC (super lourd) ;  
- Vice champion du monde du Glory (super lourd) en 2018 et 2019.
En tout concernant l’organisation K-1 de la FEG :  
6 titres de champion du monde de K-1 tout championnat K-1 confondu, et de la même organisation fondée par Kazuyoshi Ishii, fondateur dirigeant du FEG.
Regroupant le K-1 WGP, le K-1 -100 kg, le Pride, le It’s Showtime, le Dynamite et aujourd’hui le One Championnship.

## Carrière musicale
- 2008 : Stap Maar In De Ring feat. Appa
- 2009 : Bad Boy feat. Appa
- 2014 : Won't Stop feat. Meek Mill

### Ouvrages
- (nl) Jens Olde Kalter, Badr, Prometheus, 2013, 216 p. (ISBN 9789044622768)
- (nl) Maarten Bax, Badr Hari : mijn verhaal, VBK Media, 23 avril 2014 (ISBN 9789043915939)